# JT·索爾
JT·索爾（英語：JT Thor，2002年8月26日—）是一位南蘇丹職業籃球運動員，現效力NBA球隊克里夫蘭騎士，南蘇丹國家男子籃球隊成員。

## 外部連結
- Auburn Tigers bio （页面存档备份，存于）